# Донецька область (1917-1918)
Донецька область - обласне об'єднання Рад, що об'єднує ради, військово-революційні комітети на території Донецького вугільного басейну Української Народної Республіки та Донської республіки з грудня 1917 до квітня 1918 року. Обласний орган влади Центральний Військово-Революційний Комітет Донбасу.

## Історія

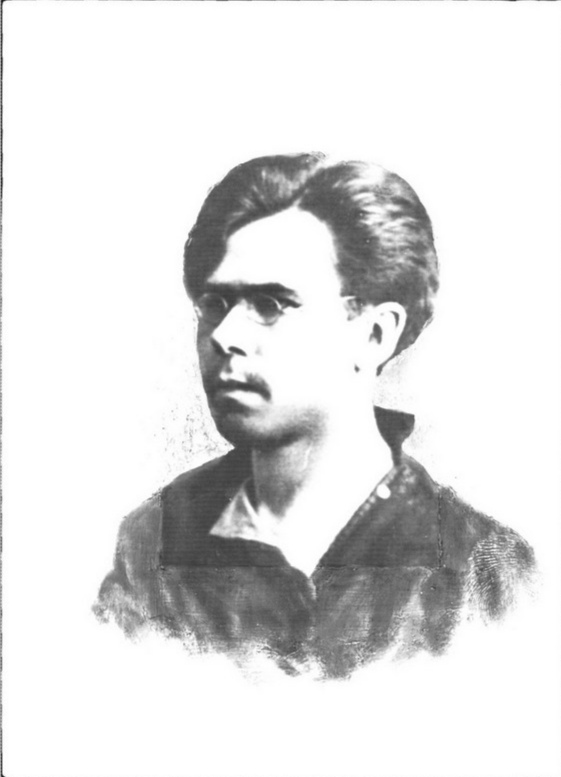
Харечко Тарас один із творців Донецької області, другий голова ЦВРКД

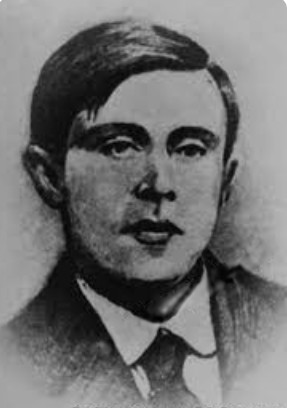
Шулім Грузман один із творців Донецької області перший голова ЦВРКД

У зв'язку з Жовтневим переворотом в Петрограді емісар ЦК РСДРП(б) по Донбасу Петровський Г. І. виступив з ініціативою скликати екстрений з'їзд ревкомів Бахмутського повіту в Горлівці. З'їзд пройшов у ніч із 3 на 4 листопада 1917 року на станції Микитівка. Головним питанням, яке обговорювалося на з'їзді, було захоплення влади в Донбасі (Бахмутському, Слов'янобрібському, Маріупольському повітах), які згідно з III Універсалом Української Центральної Ради було проголошено частиною Українською Народною Республікою, та озброєна боротьба з донським козацтвом у східному. На цьому з'їзді Шулім А. Г. та Харечко Т. І. виступили з пропозицією створити Донецький обласний військово-революційний комітет, який би координував роботу сільських, міських, районних, повітових ВРК на території Донбасу. Цю ідею потримала більшість учасників з'їзду, для організації І Вседонбаської конференції було створено Організаційне бюро у складі. Шулім А. Г., Харечко Т. І., Казимирчук. П. Р. Організаційне бюро мало зв'язатися з районними комітетами РСДРП(б), щоб забезпечити більшовицький склад конференції.
I Вседонбаська конференція революційних комітетів та рад пройшла в ніч 3 на 4 грудня 1917 року на станції Микитівка в Горлівці. На конференцію прибули 15, за іншими даними — 17 делегатів революційних комітетів з Бахмута, Донецька, Макіївки, Дружківки, Костянтинівки, Краматорська, Харцизька, Чистякового, Луганська, Іловайська, Горлівки, Мар'їнки та інших місць. На конференції було створено обласний орган влади Центральний Військово-Революційний Комітет Донбасу (ЦВРКД), який розмістився на станції Микитівка, та згідно з спогадами секретаря ЦВРКД Шумного В. Ю. того ж дня було створено вищу військову інституцію області — Центральний Штаб Червоної Армії Донбасу (ЦШЧАД), який розмістився на Ртутній копальні. До складу ЦВРКД були обрані: голова Шулім А. Г., керівник ЦВРКД Харечко Т. І., керівник військового відділу Пономарьов Д. І., керівник продовольчого та фінансового відділу Хільков С. О. секретар Шумний В. Ю. Крім цього, до складу ЦВРКД було обрано Сирцов С. І., якого незабаром замінив Трифонов Є. А. До кінця грудня 1917 року, коли до Донбасу прибули російські більшовицькі червоногвардійські загони на чолі з Сіверсом Р. Ф. та Сабліним Ю. В., ЦВРКД не робив ворожих дій проти місцевої української влади через брак озброєння.
Єдина успішна військова операція, яка була реалізована ЦВРКД тільки через те, що місцевим червоногвардійцям ніхто не протидіяв це захоплення вузлових станцій Краматорськ, Ясинувата, Горлівка. На початку грудня ЦВРКД встановлював зв'язок з більшовицькими ревкомами та радами Донбасу, і займався організацією та озброєнням місцевих червоногвардійських загонів.
Під час Першої радянсько-української війни російський червоноармійський загін на чолі з Сіверсом Р. Ф. після нетривалого бою з гайдамаками захопив Слов'янськ і встановив зв'язок з місцевими червоногвардійськими загонами та ЦВРКД, який контролював лінію залізничних станцій Краматорськ — Дружківка — Костянтинівка — Горлівка. У цей час інший російський червоноармійський загін на чолі з Сабліним Ю. В. після роззброєння 1-го Запорізького полку в Куп'янську, проникнув у Донбас через Лисичанськ. Із прибуттям російських червоногвардійських загонів активізував свою роботу з формування та озброєння місцевих червоногвардійських загонів ЦШКАД. Головною проблемою при формуванні червоногвадейських загонів була відсутність озброєння та грошей. ЦВРКД вів переговори з головнокомандувачем російських окупаційних військ в Україні з Антоновим-Овсієнком В. О., але він відмовився фінансувати та постачати всім необхідним червоногвардійські загони, які створив ЦШКАД. Для виходу з складної ситуації ЦВРКД організував загін на чолі з Дубовим І. Н. і Пашиною Е, Ф., для збору контрибуції з місцевого населення. Таким чином вдалося поповнити склади провіантом і зібрати 200 000 рублів на потреби ЦВРКД і ЦШКАД. Червоногвардійські загони здерті ЦШКАД взяли участь у поході на Дон разом із загонами російських червоногвардійців на чолі з Сіверсом Р. Ф. та Сабліним Ю. В.

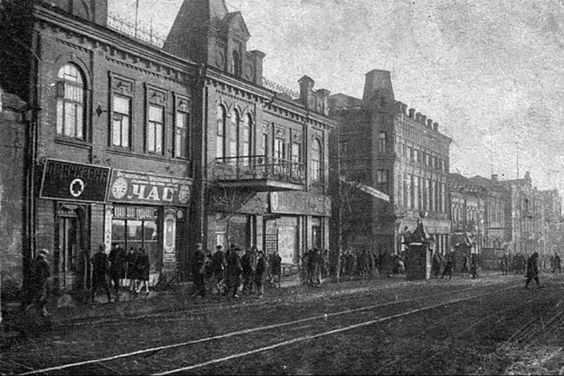
З лютого 1918 ЦВРКД розташовувався в Гранд-готелі в Донецьку.

Після звільнення східного Донбасу від влади донських козаків ЦВРКД 15 січня 1918 року скликав у Горлівці II Вседонбаську конференцію ревкомів та порад, на яку прибуло 35 делегатів, з Бахмутського, Слов'яносербського, Маріупольського повітів та Таганрозького округу. Не прибули делегати з Луганська та міста сучасного міста Шахти. Конференція була багатопартійна: 24 делегати були членами РСДРП(б), 7 есерів-максималістів, 3 РСДРП, та один анархіст з Гуляйполя Махно М. На конференції обговорювалося організація Червоної Армії Донбасу, продовольче питання, організація робочого контролю на підприємствах, та влада області. З питання організації влади в області було ухвалено резолюцію згідно з якою революційною владою в Донецькому басейні було визнано Центральний Військово-Революційний Комітет Донбасу. Наприкінці було проведено перевибори ЦВРКД та колегії ЦШКАД. Новим головою ЦВРКД був обраний Харечко Т. І.. До його складу увійшли: Пономарьов Д. І., Хільков С. А., Грузман Ш. А., Трифонов Є. А. та Пашина Є. Ф.. До складу ЦШКАД увійшли: Пономарьов Д. І. (голова), Фіногенов І., Осташенков, Михайлов, Дубовий та Радченко. Друга конференція відіграла велике значення для Донецької області, оскільки зміцнила зв'язок ЦВРКД із радянськими установами на місцях та підняла авторитет останнього як обласного органу влади.

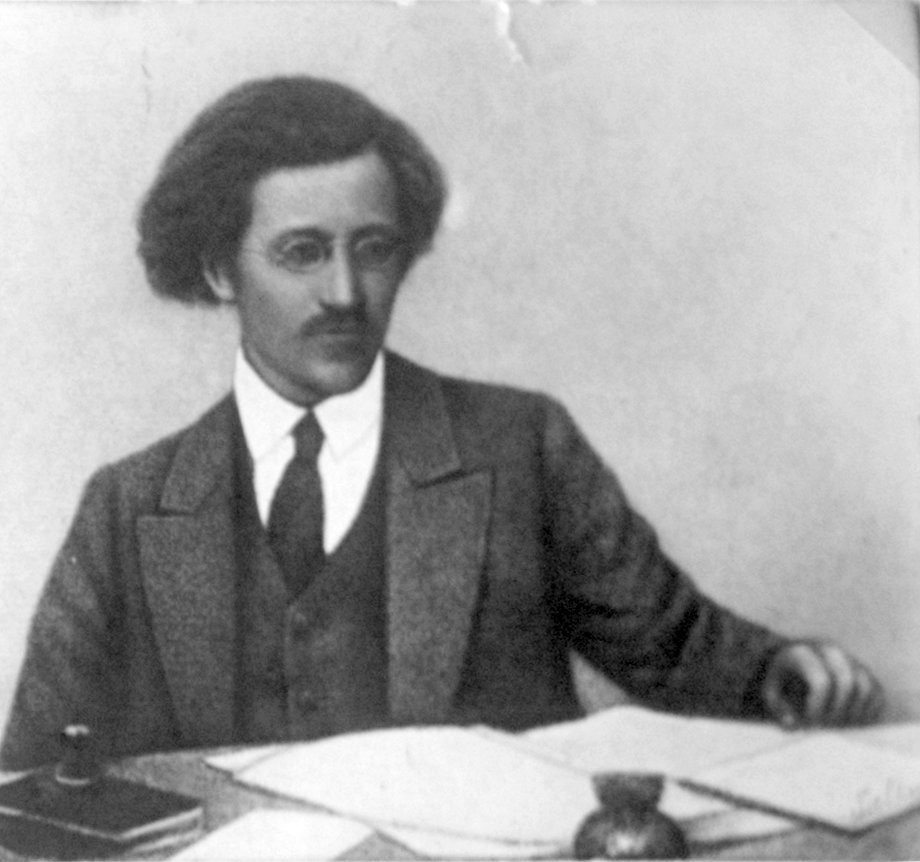
Антонов-Овсієнко В. О.

У лютому 1918 року ЦВРКД ініціював скликання ІІІ-го Бахмутського повітового з'їзду Рад, який проігнорували представники українських партій УСДРП, УПСР, УПСФ та організацій Селянського спілки Просвіти. Більшість делегатів, що прибули, були більшовиками, на з'їзді обрали першого голови повітового виконкому більшовика Казимирчука П. Г. Бахмутська повітова влада єдина в області, яка на пряму підпорядковувалася ЦВРКД. У лютому до Горлівки приїхав Антонов-Овсієнко В. О. зі своїм штабом, який розмістився недалеко від ЦВРКД. У ході переговорів представників ЦВРКД з Антновим-Овсієнком В. О., було врегульовано питання постачання місцевих червоногвардійських загонів, шляхом створення Загонового комітету постачання до складу якого увійшли представники від Сабліна, Сіверса та ЦВРКД. Також за допомогою Антонова-Овсієнка ЦВРКД намагався вирішити господарські та адміністративні питання. Результатом переговорів стало те, що Антонов-Овсієнко призначив робітника Жданова відповідальним за навантаження та вивезення вугілля з області, і зажадав від ВУЦВК Української Народної Республіки Рад, щоб той допоміг вибудувати чітку вертикаль влади в області, та покращив постачання області провіантом та грошима.

## Влада

### Центральний Військово-Революційний Комітет Донбасу
- голова Шулім Айзікович Грузман - (17.12.1917-15.01.1918)
- голова Харечко Тарас Іванович - (15.01.1918-05.1918)

## Обласні конференції
- I Вседонбаська конференція ревкомів та порад
- II Вседонбаська конференція ревкомів та порад